# Fibiș, Timiș
Fibiș (germană Fibisch, maghiară Temesfüves) este satul de reședință al comunei cu același nume din județul Timiș, Banat, România.